# 亀部
亀部（）、（旧漢字: 龜部）は、漢字を部首により分類したグループの一つ。
康熙字典214部首では213番目に置かれる（16画の最後2番目、亥集の27番目）。

## 概要
「龜（亀）」字はカメ目の爬虫類の総称として用いられる。カメは古くより神異な霊獣として扱われており、『礼記』礼運篇に麟・鳳・龍と並んで四霊の一つに挙げられている。このためその甲羅を焼いて占いに用いた。これを「亀卜」という。その甲羅に占いの言葉を刻んだものが現存最古の漢字である亀甲獣骨文字、いわゆる甲骨文字である。
その小篆の字形はカメを側面から見た形に象っており、上部はカメの頭を表し、右部はカメの甲羅で、そこに甲羅の紋様があり、左部は手足、下部は尾を表す。なお甲骨文や金文のうちには側面から見た形だけでなく、上部から見た形のものも見受けられる。
偏旁としては亀に関することを示す意符となるものもあるが、亀の種類を表す偏旁は他に黽があり、こちらの方がよく使われている。
亀部はこのような意符を構成要素にもつ漢字を収める。2024年現在のUnicodeには、「龜」「亀」「龟」以外にも、「龜（亀・龟）」自身の異体字も含めて、様々な変形で用いられている漢字が収録されている。

## 字体差
「龜」字の字体は地域によって差異がある。
印刷書体（明朝体）において『康熙字典』は頭を「ク」形とし、中央の釣り鉤（乚）と縦棒がクと接する横画から出ており、手足は甲羅の枠線から縦画を貫いて伸びている。また中央縦画は釣り鉤の横部分まで接している。台湾の国字標準字体もほぼこれに従うが、中央縦画が「コ」の下部先端まで接し、釣り鉤からは離れている。香港の常用字字形表はこれに加えて手足が縦画を貫かず、釣り鉤に接するのみである。中国の新字形は頭を短い左払いとし、釣り鉤と縦棒は下の横棒から出て、手足は釣り鉤近くから出るものの接せず、中央縦画は釣り鉤の横部分まで接している。
| 康熙字典・日本 | 韓国 | 台湾 | 中国 | 香港 |
| -------------- | ---- | ---- | ---- | ---- |
| 龜             | 龜   | 龜   | 龜   | 龜   |

### Unicode
| 記号 | Unicode | JIS X 0213 | 文字参照          | 名称 |
| ---- | ------- | ---------- | ----------------- | ---- |
| 龜   | U+9F9C  | 1-83-93    | &#x9F9C; &#40860; |      |
| ⿔   | U+2FD4  | ‐          | &#x2FD4; &#12244; |      |

## 簡略字体
日本の新字体ではこれを「亀」とする。
龜部の漢字のうち、日本の新字体の「亀」の形で用いられている漢字は、2024年現在のUnicodeでは、「亀」自身を除けば「𪚲」「𫠝」の2字のみである。
一方、中国の簡体字ではさらに簡略化し「龟」としている。
龜部の漢字のうち、中国の簡体字の「龟」の形で用いられている漢字は、2024年現在のUnicodeでは、前述の「亀」で部首に用いている漢字よりは多いが、「龟」自身を除けば全て拡張C以降にあり、そこには類推簡化字などが少数収められているのみである。

## 部首の通称
- 日本：かめ
- 韓国：거북구부（geobuk gu bu、カメの龜部）
- 英米：Radical turtle

## 部首字
龜（亀）
- 中古音
  - 広韻 -  1.居追切・脂韻・平声、2.集韻 倶倫切・諄韻・平声、3.集韻 祛尤切・尤韻・平声
  - 詩韻 - 1.支韻・平声、2.真韻・平声、3.尤韻・平声
  - 三十六字母 - 1.見母 2.見母 3.渓母
- 現代音
  - 普通話 - ピンイン：1.guī 2.jūn 3.qiū 注音：1.ㄍㄨㄟ 2.ㄐㄩㄣ 3.ㄑㄧㄡ ウェード式：1.kuei1 2.chün1 3.chiu1
  - 広東語 - Jyutping:1.gwai1 2.gau1 3.gwan1 イェール式:1.gwai1 2.gau1 3.gwan1
- 日本語 - 音：1.キ（クヰ）（漢音・呉音） 2.キン（漢音） 3.キュウ（キウ）（漢音）・ク（呉音） 訓：1.かめ
- 朝鮮語 - 音：1.귀(gwi) 2.구(gu) 3.균(gyun) 訓：1.거북（geobuk、カメ） 2.나라 이름（nara ireum、国名） 3.피부가 틀（pibuga teul、皮膚があかぎれする）

甲骨文
金文
大篆
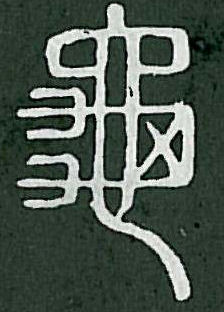
小篆(説文解字)
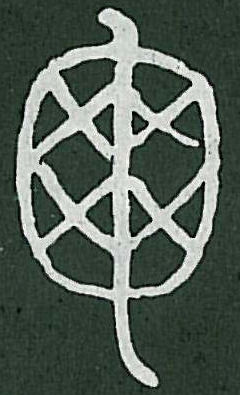
古文

## 例字
- 龜（亀）
  - 12:龞（鼈の本字）